# Positiva Slovenien
Positiva Slovenien (slovenska: Lista Zorana Jankovića – Pozitivna Slovenija, LZJ-PS), är ett mittenvänsterparti i Slovenien, som grundades 2011 och leds av Zoran Janković.
Den 11 oktober 2011 offentliggjorde Zoran Janković sina planer på att delta i Sloveniens nyval under senhösten 2011, som hade utlysts till följd av en parlamentarisk misstroendeomröstning mot den sittande regeringen ledd av premiärminister Borut Pahor. Partiets stadgar antogs den 22 oktober 2011, då även Janković valdes enhälligt till partiledare.
Bland partiets mål återfinns utarbetandet av en trygg, social och effektiv stat med fyra procents ekonomisk tillväxt och mindre än tre procentenheters budgetunderskott per år, i enlighet med stabilitets- och tillväxtpakten. Janković sade sig ha som mål att placera Slovenien bland världens mest framgångsrika stater.
Partiet blev oväntat störst i Sloveniens parlamentsval den 4 december 2011. Totalt erhöll partiet mer än 28 procent av rösterna och därmed 28 av 90 mandat.